# 吉氏圭亞那麗魚
吉氏圭亞那麗魚，為輻鰭魚綱鱸形目隆頭魚亞目慈鯛科的其中一種，分布於南美洲法屬圭亞那的Approuague及Oyapock河流域，體長可達8.5公分，棲息在溪流中底層水域，生活習性不明，可作為觀賞魚。

## 擴展閱讀
維基物種上的相關：吉氏圭亞那麗魚